# Starnitsa
Starnitsa (Bulgaars: Стърница) is een dorp in de Bulgaarse gemeente Banite, oblast Smoljan. Het dorp ligt hemelsbreed 21 km ten oosten van Smoljan en 174 km ten zuidoosten van Sofia.

## Bevolking
Het dorp telde 270 inwoners in 2019, een daling vergeleken met het maximum van 960 personen in 1965.
|  |